# Sarcoma mỡ
Sarcoma mỡ là một loại ung thư hiếm gặp giống như các tế bào mỡ khi được kiểm tra dưới kính hiển vi.
Chúng thường là những khối u to lớn, có xu hướng có nhiều vệ tinh nhỏ hơn mở rộng ra ngoài giới hạn chính của khối u.
Những sarcoma mỡ, giống như tất cả các sacôm, hiếm.

## Dấu hiệu và triệu chứng

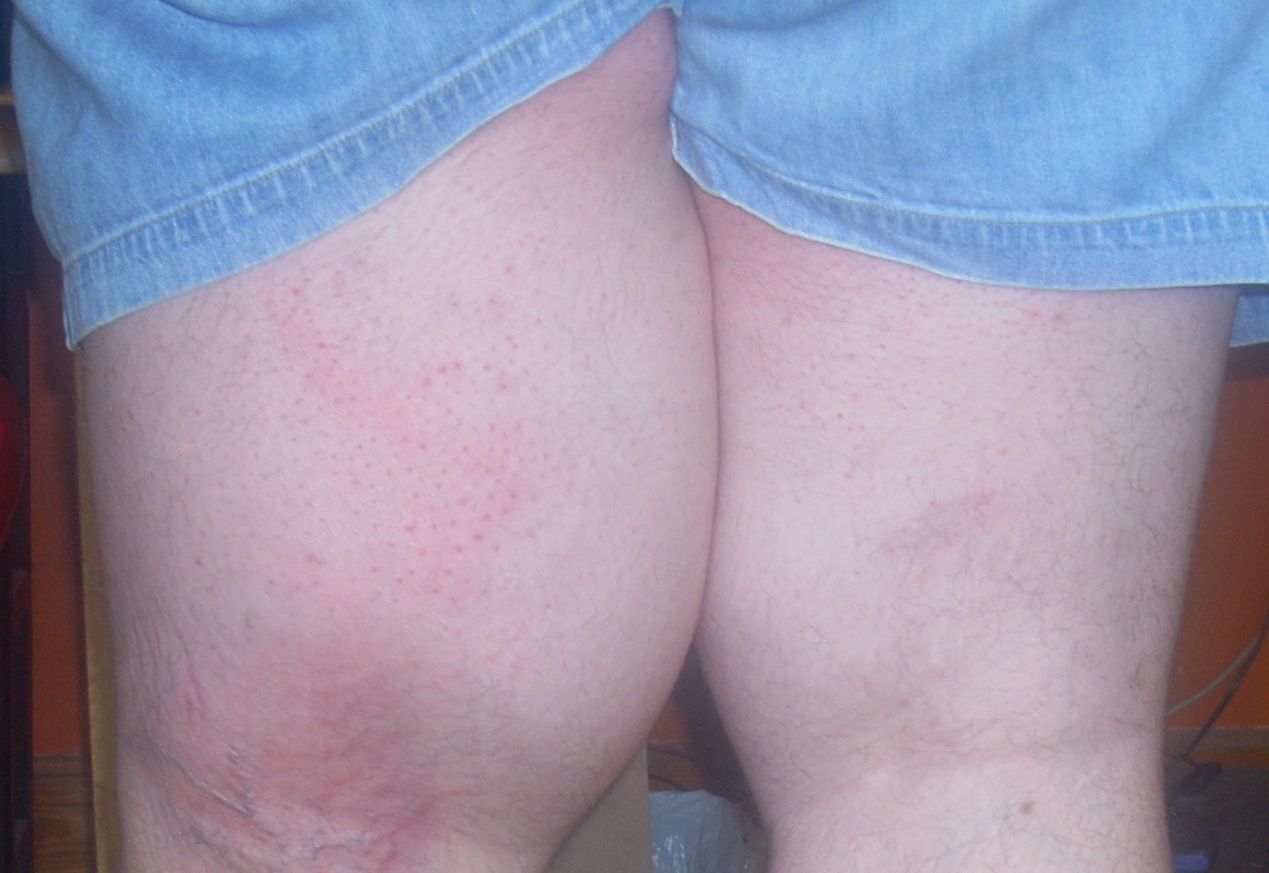
Sưng chân trái do sarcoma mô mỡ

Bệnh nhân thường có một khối lượng ngồi sâu trong mô mềm của họ. Chỉ khi khối u là rất lớn xuất hiện triệu chứng đau hoặc rối loạn chức năng.

Các khối u sau phúc mạc với các dấu hiệu giảm cân và tiều tụy và đau bụng. Những khối u này cũng có thể đè ép thận hoặc niệu quản dẫn đến suy thận.

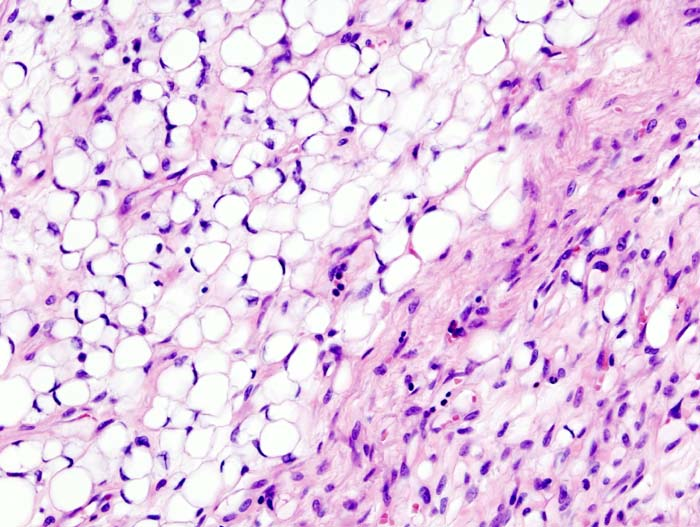
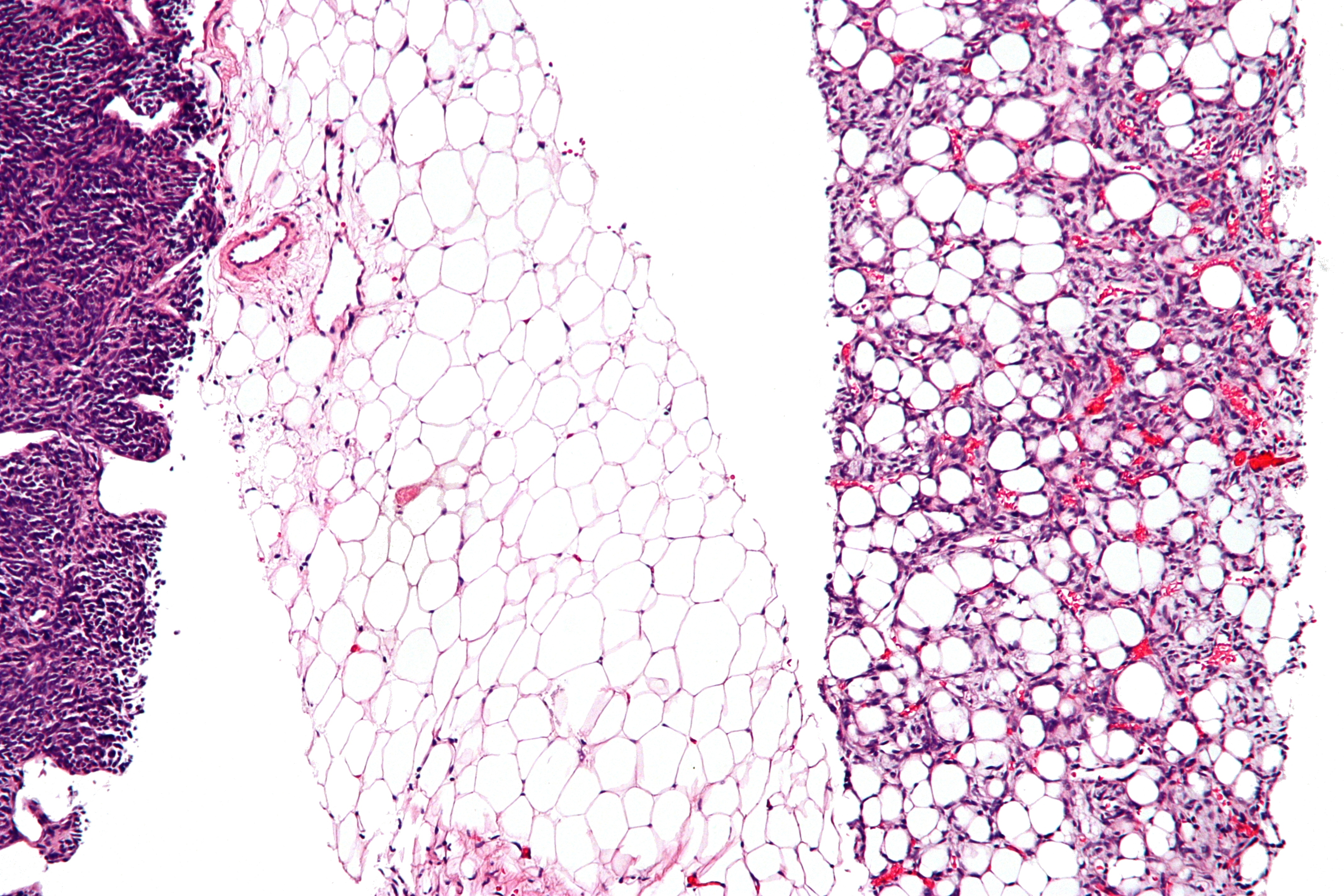

## Điều trị
Điều trị sarcoma mỡ thường bao gồm phẫu thuật cắt bỏ khối u và đôi khi điều trị xạ trị. 